# Фишер (Минесота)
Фишер (енгл. Fisher) град је у америчкој савезној држави Минесота.

## Демографија
По попису из 2010. године број становника је 435, што је 0 (0,0%) становника више него 2000. године.
| Група             | 2000.       | 2010.       |
| Белци             | 424 (97,5%) | 409 (94,0%) |
| Афроамериканци    | 0 (0,0%)    | 1 (0,2%)    |
| Азијати           | 0 (0,0%)    | 0 (0,0%)    |
| Хиспаноамериканци | 10 (2,3%)   | 20 (4,6%)   |
| Укупно            | 435         | 435         |